# Ficus cyclophylla
Ficus cyclophylla là một loài thực vật thuộc họ Moraceae. Đây là loài đặc hữu của Brasil. Nó hiện đang bị đe dọa vì mất môi trường sống.

## Hình ảnh

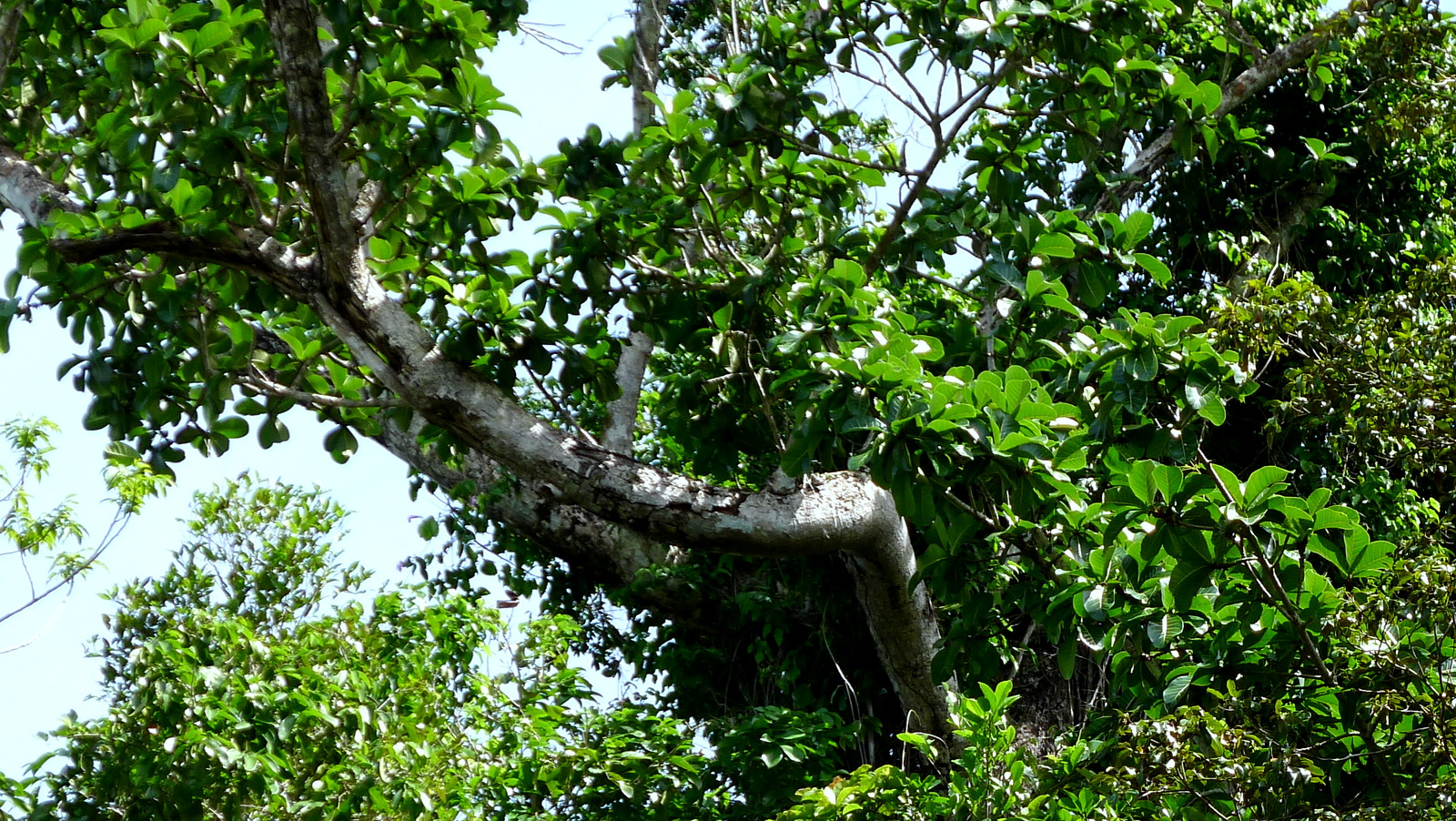
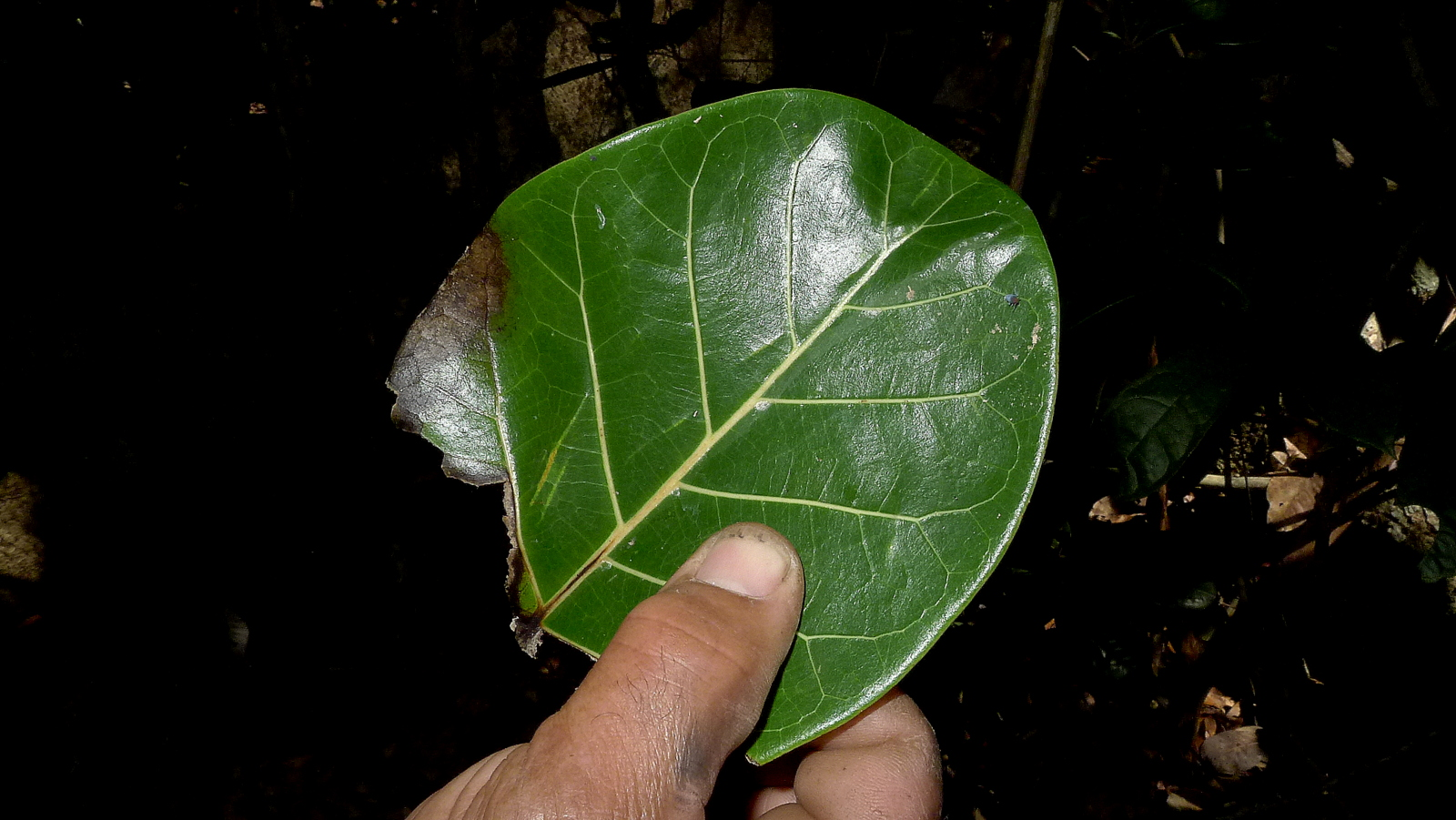
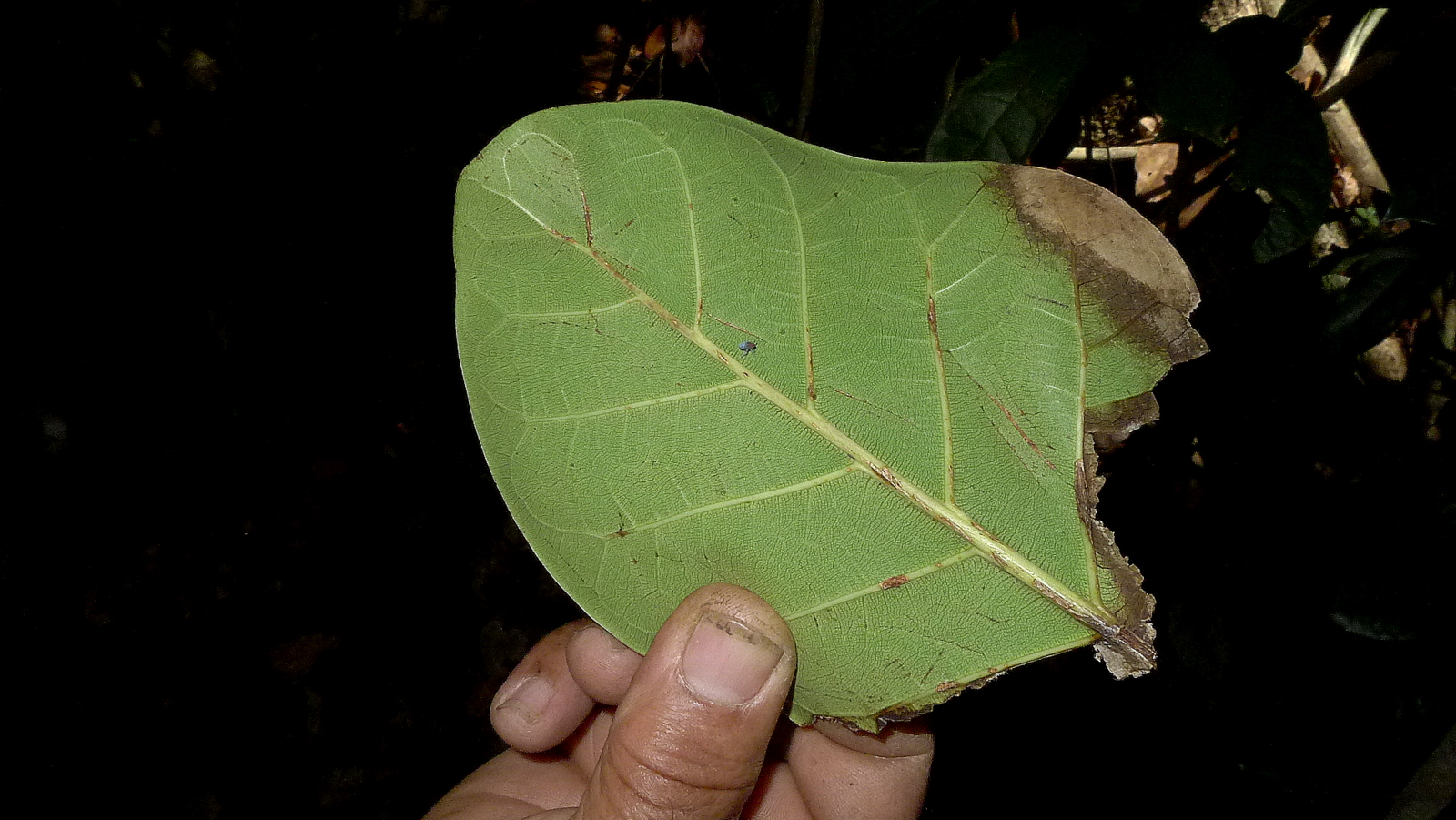
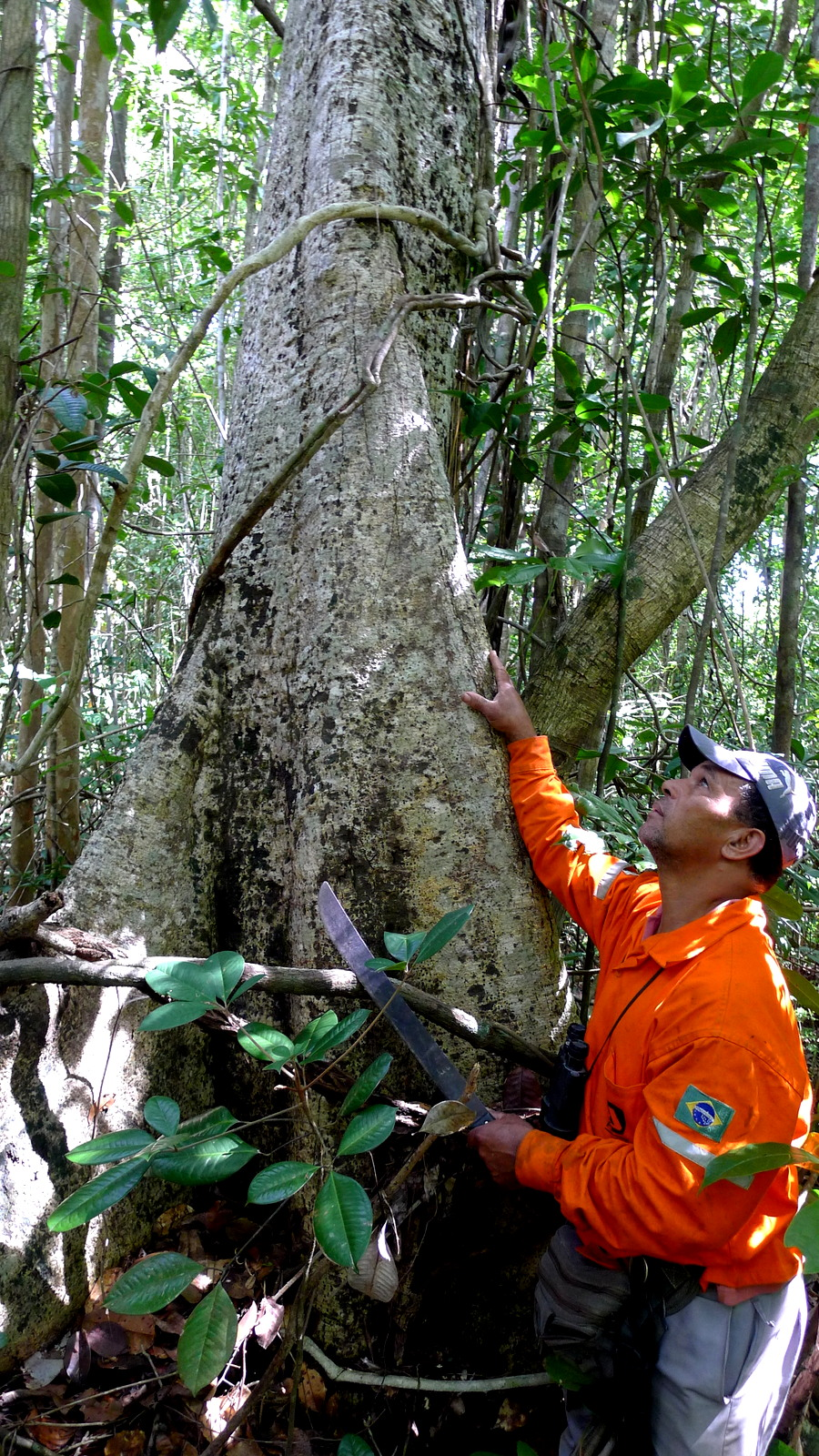